# Arsen Sargsyan
Arsen Sargsyan, född 13 december 1984, är en armenisk friidrottare. Han deltog vid olympiska sommarspelen 2012.